# والمیرو روشا
والمیرو روشا (انگلیسی: Valdo؛ زادهٔ ۲۳ آوریل ۱۹۸۱) معروف به والدو،  بازیکن سابق فوتبال اهل کیپ ورد است که در پست وینگر بازی ‌می‌کند.
والدو در طول دوران حرفه‌ای خود برای چندین باشگاه در لا لیگا بازی کرده بود، به ویژه اوساسونا، اسپانیول و لوانته. او در طول ۱۲ فصل در این رقابت‌ها، در ۲۵۸ بازی حضور داشت و ۳۴ گل به ثمر رساند.
وی همچنین در تیم‌های ملی فوتبال زیر ۲۱ سال اسپانیا و کیپ ورد بازی کرده‌است.